# 争取社会主义运动 (波多黎各)
争取社会主义运动（西班牙语：Movimiento al Socialismo）是波多黎各的一个已不存在的左翼政党。该党成立于2008年，由波多黎各工人革命党、革命左翼青年、政治形成研讨会、政治工作计划等4个左翼党派合并而成。2014年9月，该党解散。
该党的意识形态是社会主义、马克思主义、反资本主义。该党主张波多黎各独立。